# Evan McMullin
David Evan McMullin (Provo, 2 aprile 1976) è un politico statunitense.
Dopo aver servito la CIA in qualità di agente, è stato un importante collaboratore del Partito Repubblicano, rivestendo il ruolo di direttore della legislazione del gruppo Repubblicano alla Camera dei Rappresentanti. Nelle elezioni del 2016 si è presentato come candidato indipendente alla presidenza degli Stati Uniti, proponendosi come alternativa ad entrambi i candidati dei principali partiti (il repubblicano Donald Trump e la democratica Hillary Clinton). McMullin poté contare sul sostegno dell'organizzazione Better for America, nata appunto per favorire candidati indipendenti rispetto ai due grandi partiti.

## Biografia
David Evan McMullin nacque a Provo, nello Utah, figlio di Lanie e David McMullin. Il padre è un informatico, e la madre è membro dell'amministrazione locale ad Everett, Washington. Evan McMullin è un mormone. Ottenne il diploma di scuola superiore ad Auburn, Washington, e dopo la laurea ottenne un master alla University of Pennsylvania.

## Carriera
Dopo la laurea, McMullin fu missionario in Brasile, e lavorò come volontario per l'UNHCR ad Amman, in Giordania. Lavorò per la CIA (Central Intelligence Agency) dal 2001 al 2011.
Nel 2011 fu assunto da Goldman Sachs.
Nel 2013 divenne consigliere per la commissione affari esteri della Camera dei Rappresentanti nel 113º Congresso degli Stati Uniti. Divenne inoltre direttore della legislazione della Conferenza dei membri Repubblicani della Camera dei Rappresentanti. Si è dimesso dalla carica poco prima di annunciare la propria candidatura presidenziale.

## Campagna presidenziale
L'8 agosto 2016 McMullin ha annunciato di candidarsi come indipendente alle elezioni presidenziali del 2016, anno in cui i candidati principali sono Donald Trump, sostenuto dai Repubblicani, e Hillary Clinton, sostenuta dai Democratici. È significativo che McMullin si sia fatto avanti come antagonista del candidato del partito per il quale ha lavorato per anni. Ciò riflette la grande distanza tra Trump e una porzione di membri del partito. Questa fazione di Repubblicani scontenti avrebbe presumibilmente preferito un candidato che abbracciasse i valori più tradizionalmente conservatori della tradizione e della famiglia.